# Inês Pandeló
Maria Inês Pandeló Cerqueira, mais conhecida como Inês Pandeló, (Cataguases, 19 de fevereiro de 1959) é uma política brasileira. Foi prefeita de Barra Mansa entre 1997 e 2001. Em 2002, foi eleita deputada no Rio de Janeiro pelo PT. Reelegeu-se, em 2006, à Alerj, com 36.395 votos e em 2010, com 28.798 votos.